# Jay Leach
Jay Christopher Leach, född 2 september 1979 i Syracuse, New York, är en amerikansk professionell ishockeyspelare som spelar för New Jersey Devils i NHL.
Jay Leach har tidigare spelat för NHL-lagen Boston Bruins, Montreal Canadiens, Tampa Bay Lightning och San Jose Sharks.